# U.S. Men's Clay Court Championships 2017
U.S. Men's Clay Court Championships 2017 — тенісний турнір, що проходив на ґрунтових кортах у місті Х'юстон, США з 10 квітня. Належав до категорії ATP World Tour 250.

## Фінальна частина

### Одиночний розряд
Стів Джонсон —  Томас Беллуччі 6–4, 4–6, 7–6(7–5)

### Парний розряд
Хуліо Перальта /  Орасіо Себальйос —  Дастін Браун /  Френсіс Тіафо 4–6, 7–5, [10–6]